# Stazione di Pabillonis
La stazione di Pabillonis è una stazione ferroviaria a servizio del comune di Pabillonis, posta sulla linea Cagliari-Golfo Aranci.

## Storia

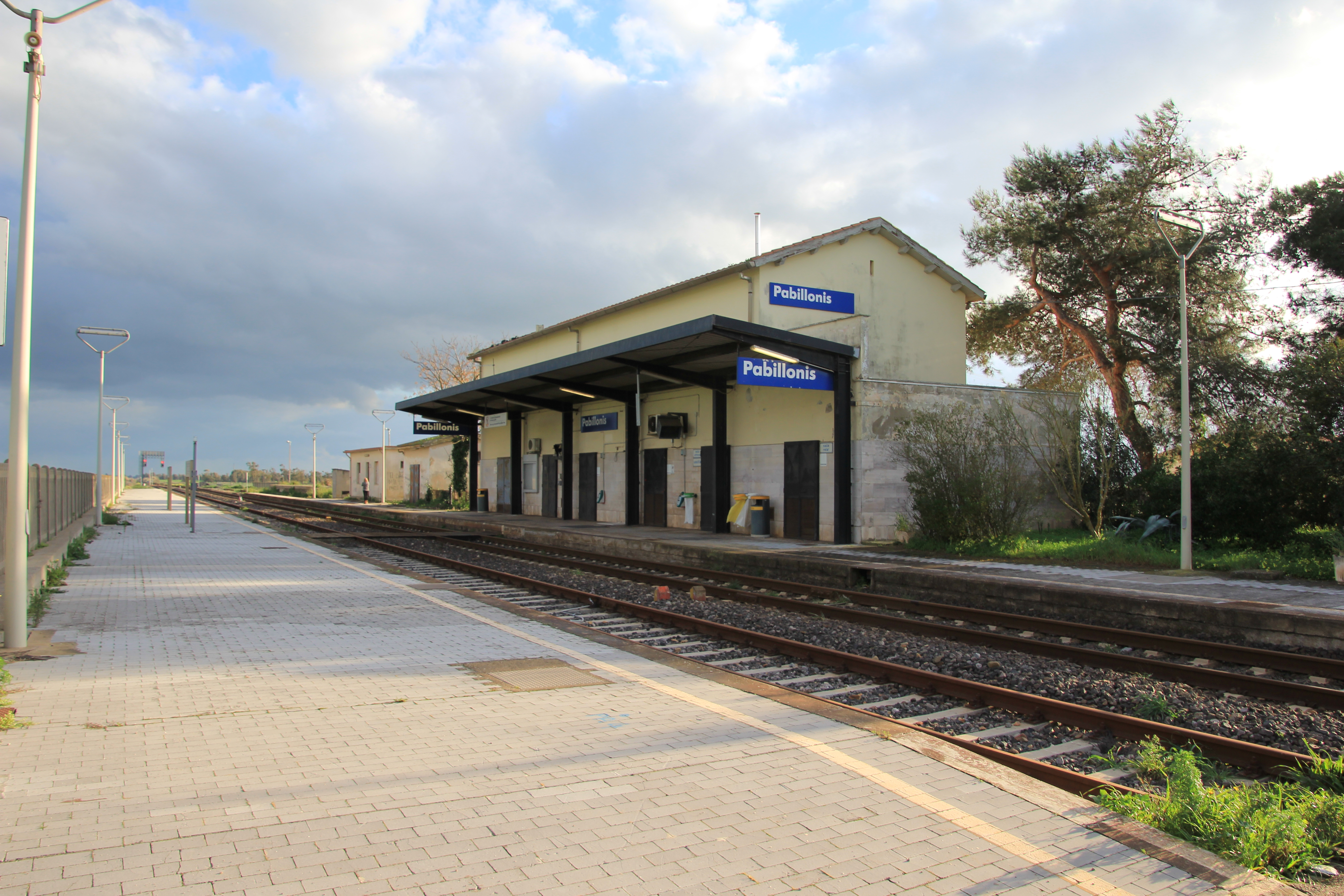
Lo scalo è privo di traffico dal giugno 2014

Le origini della stazione, situata a nord est dell'abitato di Pabillonis, risalgono alla seconda metà dell'Ottocento, periodo in cui la Compagnia Reale delle Ferrovie Sarde portò avanti il progetto di realizzazione della rete ferroviaria sarda a scartamento ordinario, di cui la principale linea, la Cagliari-Golfo Aranci, si sarebbe sviluppata nei pressi del centro campidanese. L'inaugurazione dell'impianto risale al 15 gennaio 1872, e avvenne in contemporanea all'apertura al traffico del tronco ferroviario tra San Gavino Monreale ed Oristano.
La stazione passò nel 1920 sotto la gestione delle Ferrovie dello Stato (dal 2001 tramite la controllata RFI), le quali nel secondo dopoguerra disattivarono il locale scalo merci e ridussero a 2 il numero di binari presenti nello scalo.
Interessata ad un limitato traffico passeggeri (54,5 viaggiatori medi al giorno impiegavano l'impianto secondo i dati 2007 di RFI), la stazione fu disabilitata a questo tipo di servizi a partire dal 15 giugno 2014, permanendo attiva come località di servizio.

## Strutture e impianti

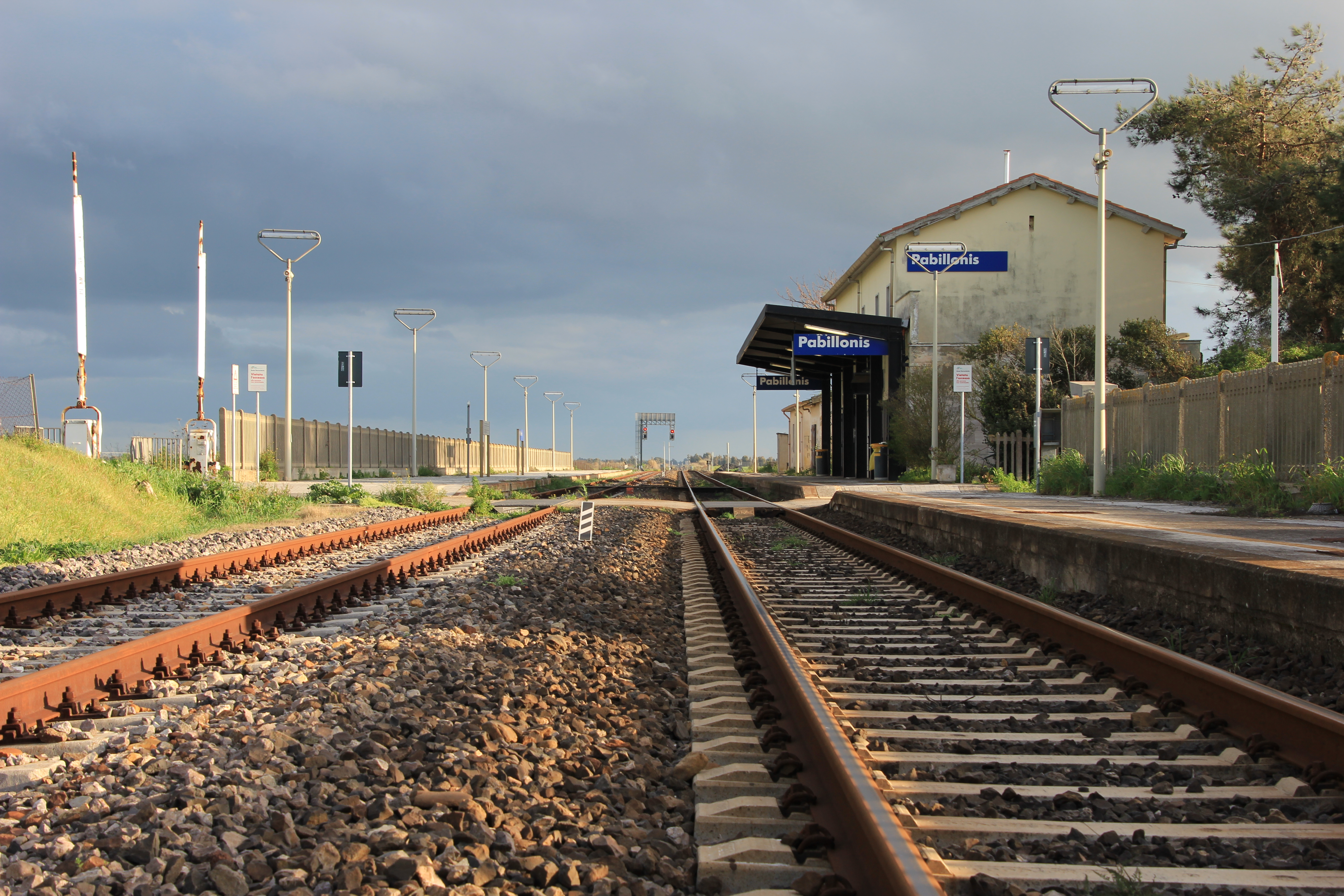
I binari della stazione visti in direzione Cagliari, con a destra quello di corretto tracciato e a sinistra quello di incrocio

La stazione dal punto di vista ferroviario si compone di due binari (di cui il primo di corsa) a scartamento da 1435 mm, serviti da banchine ed attrezzati per il servizio viaggiatori (non attivo dal giugno 2014). Dal primo binario era inoltre accessibile lo scalo merci dell'impianto, situato a sud del fabbricato viaggiatori e disarmato, di cui permangono tuttavia il piazzale principale, il piano caricatore e due fabbricati di servizio. 
Il fabbricato viaggiatori della stazione è una costruzione a due piani con tetto a falde in laterizi, a pianta rettangolare, con 6 luci di apertura sui lati maggiori. Un ulteriore fabbricato di servizio si trova a nord del passaggio a livello che divide in due la stazione, all'intersezione con la strada provinciale 69 che conduce all'abitato di Pabillonis. La gestione del traffico ferroviario nella stazione (non presenziata) avviene in remoto a cura del DCO di Cagliari

## Movimento
Servita in passato dai treni espletati dal gruppo Ferrovie dello Stato Italiane lungo la Dorsale Sarda e verso il Sassarese, la stazione dal giugno 2014 non riceve più treni passeggeri, i quali transitano nell'impianto senza effettuarvi sosta.

## Servizi

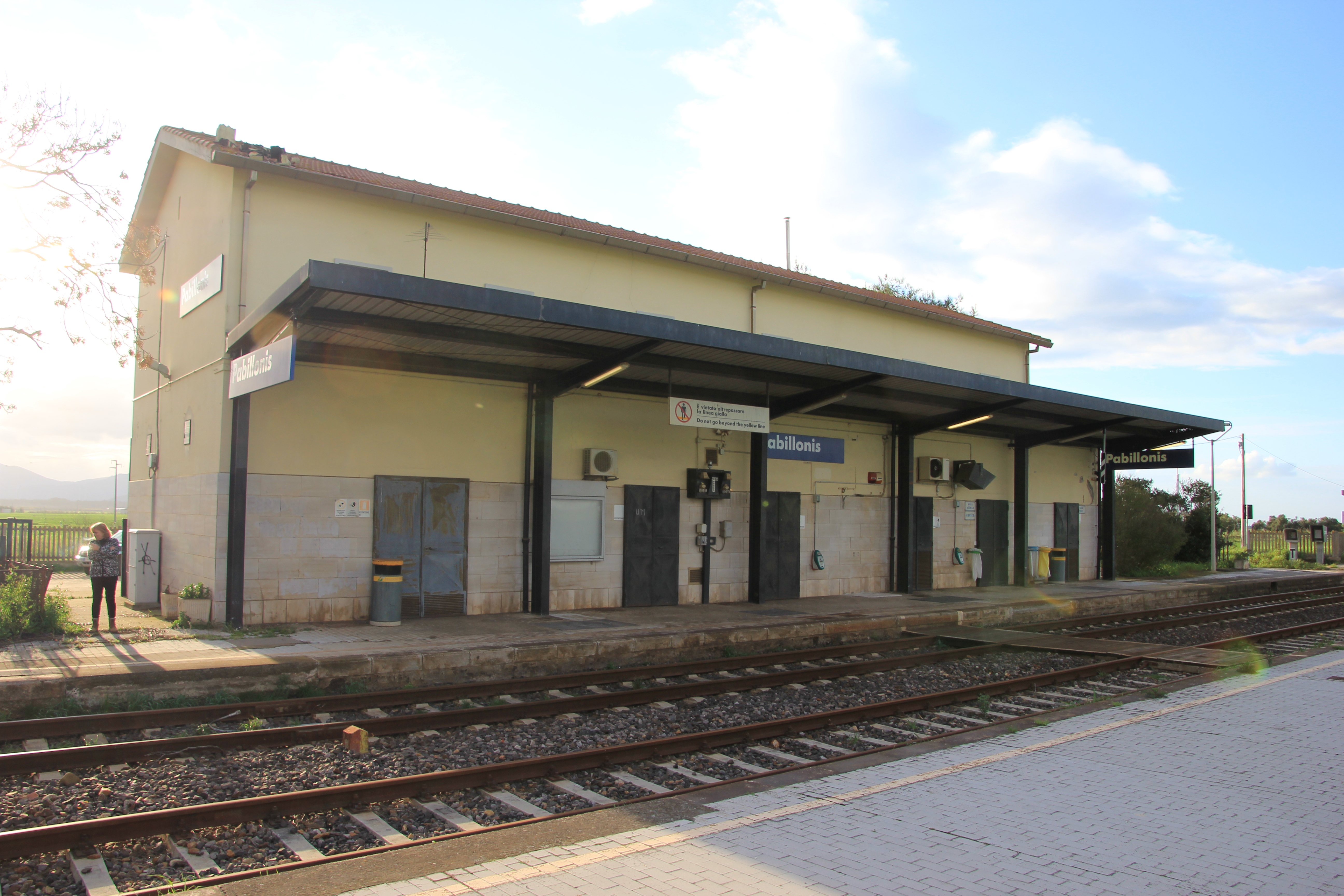
Con lo scalo abilitato al traffico passeggeri vari servizi erano forniti nel fabbricato viaggiatori

La stazione di Pabillonis è classificata commercialmente da RFI in categoria "bronze". Sebbene non più utilizzato per il servizio viaggiatori, l'impianto è dotato di due banchine (una adiacente al fabbricato viaggiatori), collegate tra loro da una passerella sui binari, di cui quella del binario uno dotata di una pensilina attaccata al fabbricato viaggiatori.
Quest'ultimo ospita la sala d'attesa (non più accessibile al pubblico), presenti inoltre i servizi igienici.